# Paul Schönewald
Paul Schönewald (* 8. November 1958 in Dormagen, Nordrhein-Westfalen) ist ein deutscher Kunstsammler und Kunsthändler für zeitgenössische Kunst.

## Leben
Als jüngstes von fünf Kindern eines Landwirts und Gastwirts wuchs Schönewald im elterlichen Gasthof auf. Sein Vater starb, als Schönewald erst 14 Jahre alt war. Schon als Kind begann er zu reiten, wurde aber gleichzeitig von einem Kunsthändler, der häufig zu Gast war, in die Kunst und den Kunsthandel eingeführt.
Nach seinem Abitur gehörte Schönewald in den Jahren 1978/1979 dem Springreiter-Kader an der Sportschule der Bundeswehr in Warendorf an. Anschließend studierte er von 1980 bis 1985 Betriebswirtschaftslehre an der Universität Düsseldorf. Nach dem Studium eröffnete er gemeinsam mit seinem Kommilitonen Rainer Beuse, bis heute sein Partner, eine Poster-Galerie.
Ab 1990 betrieb Schönewald eine Kunsthandlung in Krefeld, von 2001 bis 2006 im „Haus Fürstenberg“ in Xanten. Seit Anfang 2007 lässt er in Düsseldorf eine ehemalige Hydraulik-Fabrik zu Ausstellungsräumen umbauen.
Zu den in der Galerie Schönewald und Beuse/Schönewald Fine Arts vertretenen Künstlern gehören Georg Baselitz, Bernd und Hilla Becher, William Copley, Marlene Dumas, Katharina Fritsch, Robert Gober, Donald Judd, On Kawara, Karin Kneffel, Jannis Kounellis, Agnes Martin, Blinky Palermo, Sigmar Polke, Gerhard Richter, Thomas Schütte, Rosemarie Trockel und Thomas Struth.
Schönewald gehört zu den führenden internationalen Händlern für zeitgenössische Kunst. So beteiligte er sich beispielsweise an den wichtigen Kunstmessen Art Cologne, TEFAF und Art Basel Miami Beach. Darüber hinaus ist der Galerist Mitherausgeber zahlreicher Publikationen zu Ausstellungen in seinem Haus.

## Publikationen der Galerie Schönewald und Beuse/Schönewald Fine Arts
- Ulla Schlösser, Paul Schönewald: Gotthard Graubner, Sigmar Polke, Gerhard Richter. Gemälde, Aquarelle, Graphiken. Galerie Schönewald und Beuse, Krefeld 1992.
- Guido de Werd: Tei: „Bilder dessen, was am Himmel und auf der Erde vorgeht“. Galerie Schönewald und Beuse, Städtisches Museum Haus Koekkoek, Krefeld 1994.
- Cordula Meier: Deutsche Kunst im 20. Jahrhundert. Galerie Schönewald und Beuse, Krefeld 1995.
- Rita Kersting: Deutsche Kunst im 20. Jahrhundert. Vom Expressionismus bis zur Gegenwart. Galerie Schönewald und Beuse, Krefeld 1996.
- Günther Förg: Munchs Bettdecke. Salon, Köln 1996, ISBN 3-9804812-7-1.
- Emy Roeder, Skulpturen. Galerie Schönewald und Beuse, Krefeld 2000.
- Kay Heymer: William N. Copley, 1919–1996. Schönewald Fine Arts, Krefeld 2000.